# Morön BK
Morön BK is een Zweedse voetbalclub uit Skellefteå, noordelijk liggend aan de Botnische Golf. In 1935 werd de club opgericht. Morön BK is voornamelijk bekend vanwege het standaardelftal van de vrouwen, dat uitkomt in de Elitettan. De mannen komen uit in de amateurklassen. De traditionele kleuren van de in 1935 opgerichte club zijn groen en wit. 